# Скорятино (Орловская область)
Скоря́тино — посёлок в Верховском районе Орловской области России. Административный центр Васильевского сельского поселения.

## Название
Первоначально — Скорятино, по фамилии землевладельцев Скарятиных, которые в данной местности являлись владельцами многих поселений и, которые также носили имена их владельцев «Скорятино то ж».

## География
Посёлок расположен вблизи ручья Синковец в 12 км к юго-востоку от районного центра Верховья, в 109 км (по автодороге) от областного центра Орла. Через Скорятино проходит автодорога областного значения Верховье — Ливны, рядом — железная дорога Орёл — Мармыжи и находится остановочный пункт Скарятино.

## История

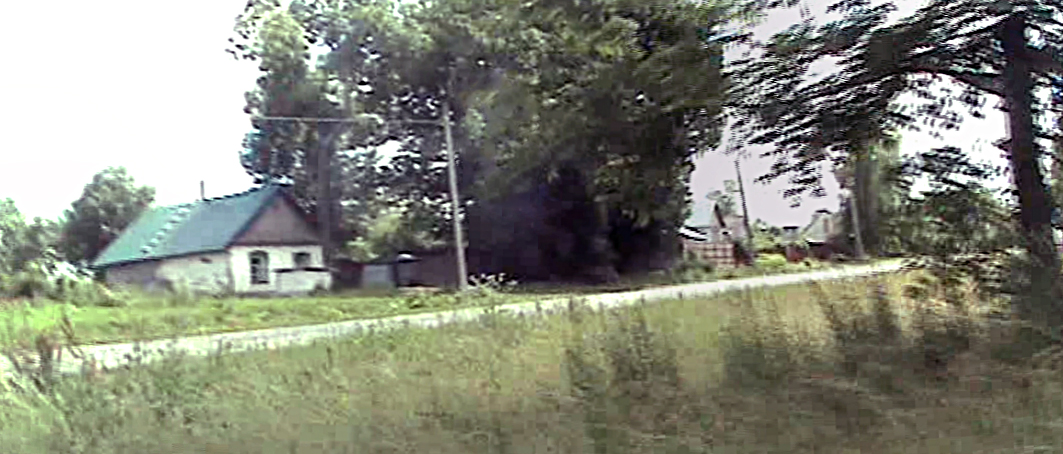
Скорятино (вид с автодороги)

На Военно-топографической карте Российской империи Ф. Ф. Шуберта за 1869 год на месте нынешнего посёлка показано поселение Левашевские Выселки — выселки из какой-то деревни Левашовки: или на ручье Синковец (ныне это деревня Малый Синковец, или на ручье Становом (ныне не сущ.). В Списках населенных мест Орловской губернии по сведениям 1866 года посёлок с современным названием (или железнодорожная станция) ещё не упомянуты. В 1871 году здесь была построена железная дорога. Изначально это была узкоколейка. Она стала первой в России такого типа. Была заменена на ширококолейную в 1898:16. На карте подпочв 1907 года на месте сегодняшнего поселения появляется название станции ст. Бобровка (вероятно по ближайшему селению к остановочному пункту — сельцу Бобровки (Дмитриевское, ныне деревня Дмитриевка), а в атласе Маркса 1909 года уже — Скарятино.

## Население
| 1926 | 2010 |
| ---- | ---- |
| 10   | 155  |

## Инфраструктура и экономика

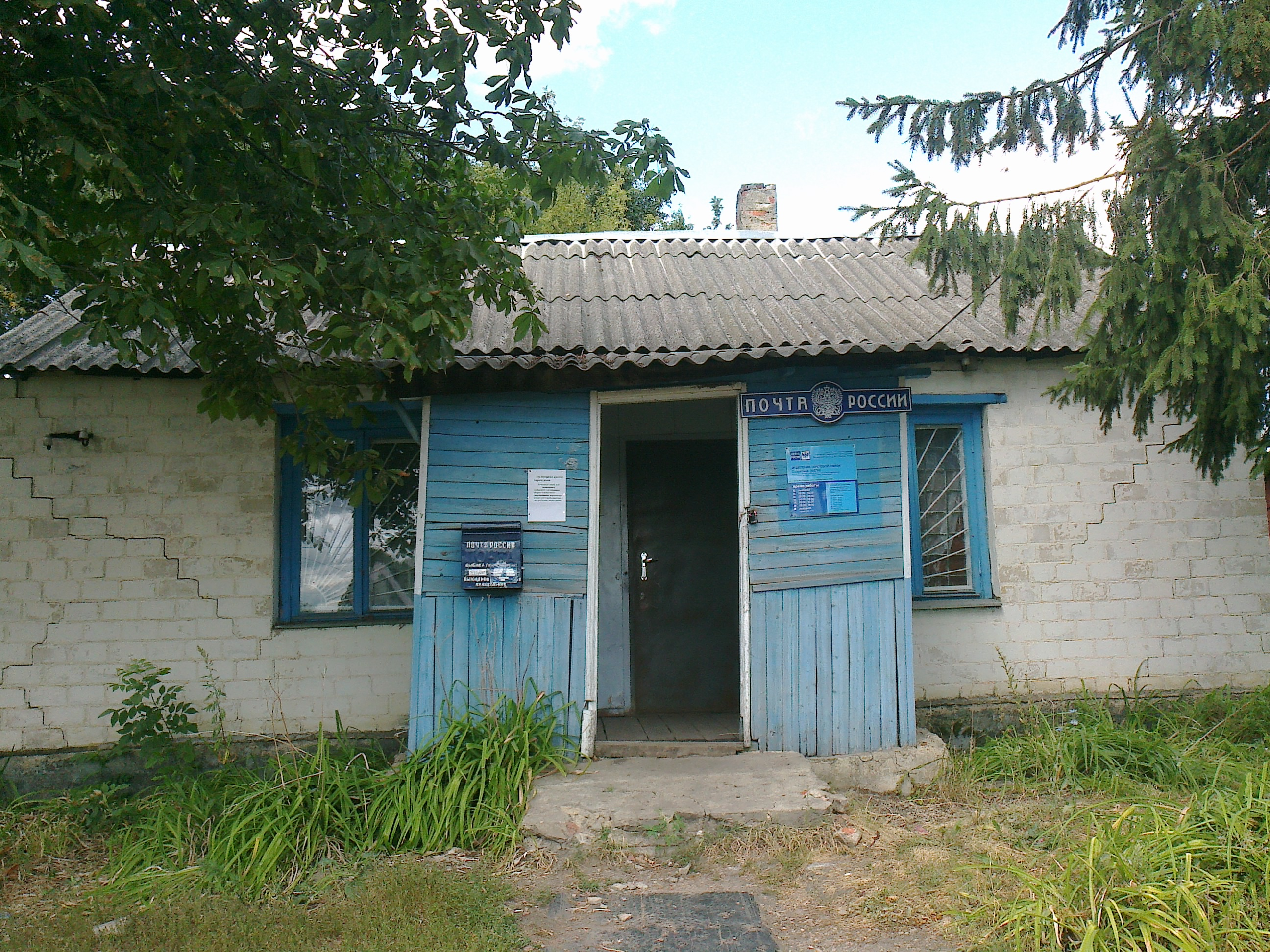
Почтовое отделение в Скорятино

Скорятино полностью газифицирован, есть телефонная связь. Работают два магазина, библиотека (1966), почтовое отделение, а также фельдшерско-акушерский пункт. В посёлке есть водозаборная скважина глубиной 145 метров, построенная в 1988 году:58—60, 75.
По состоянию на февраль 2016 года в Скорятино были зарегистрированы два индивидуальных предпринимателя, занимающихся сельским хозяйством, в частности, растениеводством.

## Транспорт
В посёлке находится железнодорожный остановочный пункт «Скарятино».

Через посёлок проходят два из трёх автобусных маршрутов Верховского сельского поселения, по которым два раза в день курсируют автобусы от Верховья до конечного пункта и обратно.
| Маршрут | Пункт отправления | Промежуточные остановки | Конечная остановка |
| ------- | ----------------- | --- | ------------------ |
| № 1     | Верховье          | МКК · Труды · Синковец · Сухотиновка · Ильинка · Скорятино · пос. Троицкий · Большая Дорога · Дворики · Русский Брод · Известковый завод · Юрты · Пеньшино · Огороженое | Нижний Жерновец    |
| № 2     | Верховье          | МКК · Труды · Синковец · Сухотиновка · Карповка · Ильинка · Скорятино · пос. Троицкий · Большая Дорога · Коньшино · Дворики · Теляжье                                   | Русский Брод       |